# Cladobranquis
Els cladobranquis (Cladobranchia) són subordre de gastròpodes marins de l'ordre dels nudibranquis.

## Taxonomia
Els subordre Cladobranchia inclou set superfamílies:
- Superfamília Aeolidioidea Gray, 1827
- Superfamília Arminoidea Iredale & O'Donoghue, 1923 (1841)
- Superfamília Dendronotoidea Allman, 1845
- Superfamília Doridoxoidea Bergh, 1899
- Superfamília Fionoidea Gray, 1857
- Superfamília Proctonotoidea Gray, 1853
- Superfamília Tritonioidea Lamarck, 1809